# 河原子町
河原子町（かわらごまち）は茨城県多賀郡にかつて存在した町である。

## 地理
- 現在の日立市の南部に位置する。
- 村は太平洋に面し、河原子海水浴場がある。

## 歴史

### 村域の変遷
- 1889年（明治22年）4月1日 - 町村制施行により、河原子村が単独で町制施行し多賀郡河原子町が発足。
- 1939年（昭和14年）4月1日 - 国分村・鮎川村と合併し多賀町が発足。同日河原子町廃止。
- 1955年（昭和30年）2月15日 - 多賀町が日高村・久慈郡久慈町・坂本村・東小沢村・中里村ととも日立市に編入される。

変遷表
| 1868年 以前 | 1868年 以前 | 明治22年 4月1日 | 昭和14年 4月1日 | 昭和30年 2月15日 | 現在   |
| ----------- | ----------- | --------------- | --------------- | ---------------- | ------ |
|             | 河原子村    | 河原子町        | 多賀町          | 日立市 に編入    | 日立市 |

## 人口・世帯

### 人口
総数 [単位： 人]
| 1891年（明治24年） | 2,054 |
| 1920年（大正 9年） | 2,822 |
| 1935年（昭和10年） | 3,125 |
| 1939年（昭和14年） | 3,527 |

### 世帯
総数 [単位： 世帯]
| 1920年（大正 9年） | 651 |
| 1935年（昭和10年） | 668 |
| 1939年（昭和14年） | 694 |